# Nhánh bụng thần kinh tủy sống
Nhánh bụng thần kinh tủy sống (hay nhánh trước, tiếng Anh: Ventral ramus of spinal nerve) chi phối phần phía trước của thân, đầu, cổ và các chi. Nhánh bụng có kích thước lớn hơn so với nhánh lưng.
Sau khi thoát ra khỏi lỗ gian đốt sống, rễ bụng cho các sợi tập hợp lại thành bốn nhánh: nhánh bụng, nhánh lưng, nhánh quặt ngược (nhánh màng tủy) và nhánh thông. Các cấu trúc này đều chi phối cảm giác và vận động. Mỗi thần kinh tủy sống chi phối cảm giác và vận động (thần kinh hướng tâm và thần kinh ly tâm). Các dây thần kinh tủy sống được gọi là thần kinh hỗn hợp.
Những nhánh trước của thần kinh sống ngực từ II - XII không tham gia tạo thành đám rối thần kinh và được gọi là các thần kinh gian sườn. Chúng chi phối cho cơ và da của thành ngực trước-bên và thành bụng trước-bên (N7 đến N12).
Những nhánh trước của thần kinh sống cổ, thắt lưng và cùng nối lại với nhau ở gần nguyên ủy của chúng tạo thành mạng lưới dây thần kinh hay đám rối thần kinh. Lợi thế của việc có đám rối thần kinh là khi tổn thương một dây thần kinh tủy sống sẽ không làm tê liệt hoàn toàn một chi.
Có bốn đám rối thần kinh hình thành bởi nhánh bụng: đám rối thần kinh cổ (C1 - C4). Đám rối thần kinh cổ cho nhánh thần kinh hoành, chi phối cơ của cổ, cơ hoành, da vùng cổ và ngực trên. Đám rối thần kinh cánh tay (C5 - T1) chi phối ở vùng ngực và chi trên. Đám rối thần kinh thắt lưng (L1 - L4). và đám rối thần kinh cùng (L4 - S4) chi phối vùng chậu và chi dưới.